# Альтані Іполит Карлович
Альта́ні Іполи́т Ка́рлович (15 (27) травня 1846, Катеринослав, Катеринославська губернія, Російська імперія — 17 лютого 1919, Москва, РРФСР) — український і російський скрипаль, диригент, педагог. Член Французької академії красних мистецтв (1895).

## Біографія
Іполит Карлович Альтані народився 15 травня (27 травня за новим стилем) 1846 року в Катеринославі (нині місто Дніпро). Для Іполита першим учителем гри на скрипці був його батько, родом із Чехії, який служив військовим капельмейстером у містах України.
З дитинства гастролював Україною як скрипаль-вундеркінд.
1866 року закінчив Петербурзьку консерваторію (клас скрипки Генрика Венявського, композиції — Миколи Заремби та Антона Рубінштейна).
Від 1867 року — хормейстер і диригент, у 1874—1882 роках — головний диригент Київської опери.
Директор Київського музичного училища (1874—1875).
У 1882—1906 роках — головний диригент Большого театру (Москва).
Помер 17 лютого 1919 року в Москві.

## Постановки
- Різдвяна ніч
- Аїда